# Synagoge des Gerrer Rebben (Góra Kalwaria)

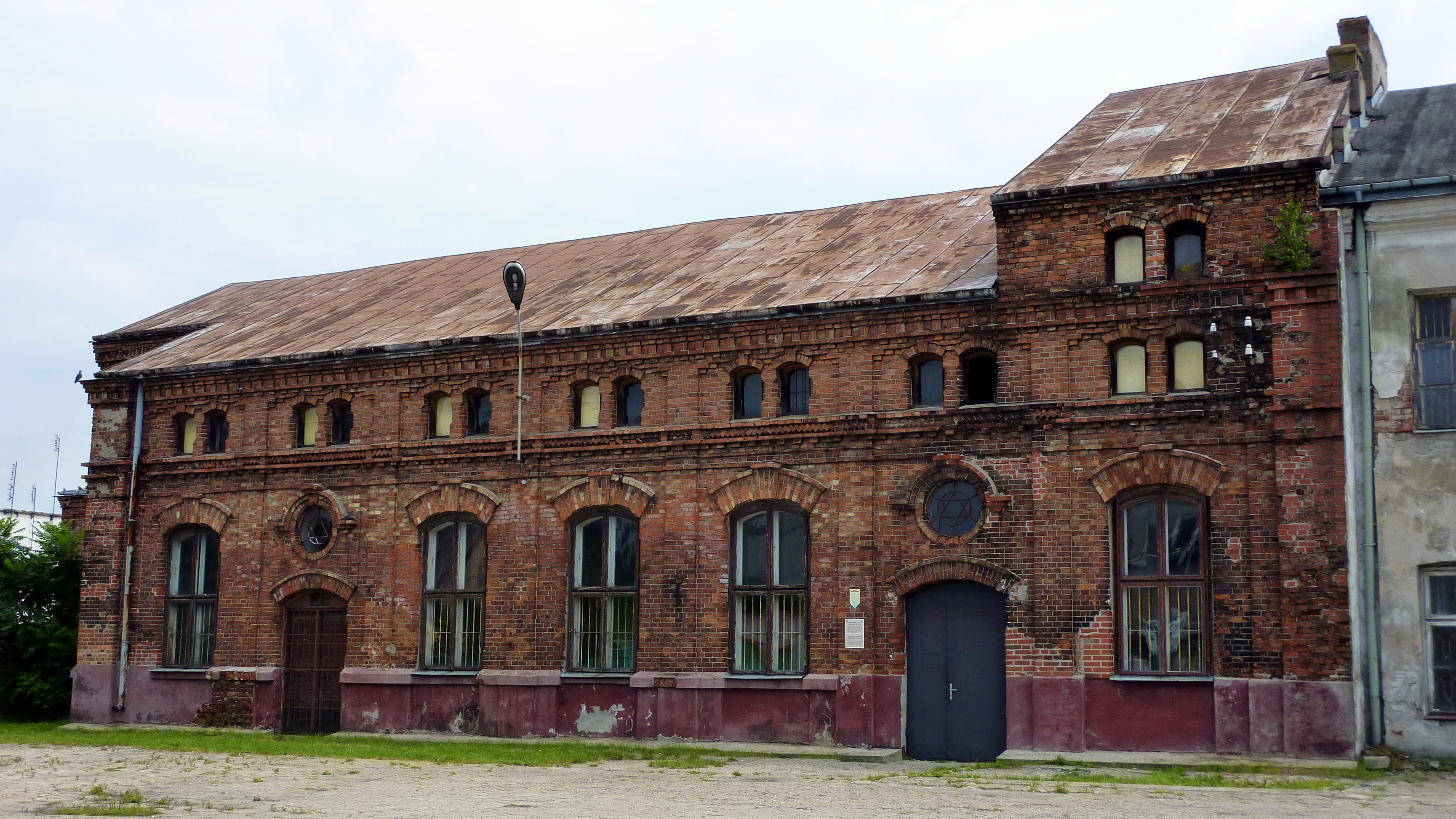
Ehemaliger Beys Medresh in Góra Kalwaria (2011)

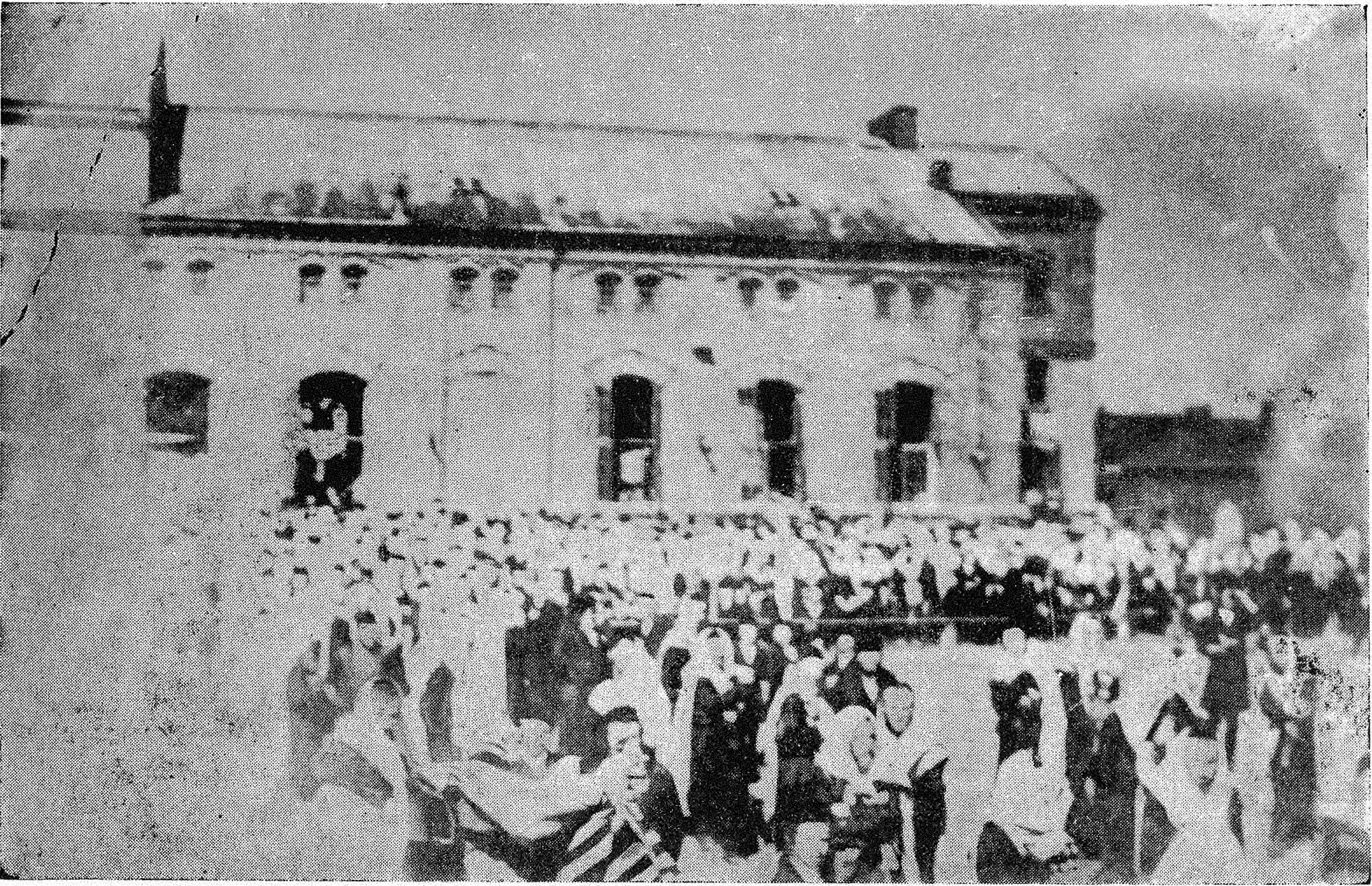
Blick auf die Rückseite des Beys Medresh an einem jüdischen Feiertag

Die Synagoge in der Pijarska-Straße 10/12 in Góra Kalwaria (jiddisch Ger), einer polnischen Stadt in der Woiwodschaft Masowien, diente als Beys Medresh (Studien- und Gebetsraum) für den Rebben des chassidischen Hofes von Ger und seiner Anhänger, dem vor dem Zweiten Weltkrieg größten chassidischen Hof Polens, der in der namensgebenden Stadt von ca. 1860 bis 1939 mit der Residenz des Rebben sein Zentrum hatte. Das Haus wurde 1903 angebaut an das ehemalige Wohnhaus des Rebben und seiner Familie. Auf der anderen Straßenseite mit der Hausnummer 5 befindet sich die ehemalige lokale Synagoge für die allgemeine jüdische Gemeinde.
Während der deutschen Besatzung wurde das Gebäude zur Inhaftierung polnischer Kriegsgefangener, als Spital, als Kornspeicher und als neues Gebäude für das lokale polnische Gericht benutzt. Die Deutschen erschossen Juden auch vor diesem Gebäudekomplex. Dem Gerrer Rebben Avraham Mordechai Alter gelang 1940 die Flucht nach Palästina, wo er die Bewegung neu aufbauen konnte. Nach dem Krieg wurde das Gebäude als Ladengeschäft und Wohngebäude genutzt. Im Jahr 2000 wurde es in den Besitz der Warschauer jüdischen Gemeinde übergeben, das Wohnhaus des Rebben dient weiterhin als Wohn- und Geschäftsgebäude.
Das von acht Eisensäulen getragene Gebäude aus Ziegelstein mit Rundbogenfenstern ist in schlechtem Zustand. Auf dem Dachboden ist ein früher dem Backen von Matzen dienender Ofen erhalten.